# Pulverturm (Wien)
Der ehemalige Wiener Pulverturm, auch als Pulvermagazin bezeichnet, befand sich von 1740 bis 1779 auf freiem Feld in der späteren Pulverturmgasse 7 und 8 in der Wiener Vorstadt Thury. Das Gebäude war mit 1256 Zentner Schießpulver und Stückmunition wie Granaten oder Kanonenkugeln angefüllt.

## Geschichte
Im 15. Jahrhundert gab es in Wien eine Pulverstampfe, die sich auf dem Gebiet der später dort errichteten Salzgrieskaserne befand. Im Jahr 1441 gab es zudem ein herzogliches Pulvermagazin im sogenannten Harnischhaus. Von 1530 bis 1693 diente die Kapelle der Heiligen Philipp und Jakob auf der Freyung als städtisches Pulverlager. 1740 wurde nahe der Nußdorfer Linie ein Pulverturm als Munitions- und Pulvermagazin errichtet. Es diente in Kriegszeiten dazu den Nachschub für die Truppen sicherzustellen. Am 26. Juni 1779 kam es zu einem Brand in dieser Anlage, was gegen 9 Uhr am Morgen zu einer schweren Explosion führte. Diese richtete durch umherfliegende Munitionsteile in den Vorstädten Himmelpfortgrund, Lichtenthal, Rossau und Thury schwere Schäden an. Zudem waren 92 Tote (25 Konstabler, 67 zivile Personen in Straßen und auf Feldern) und 97 teilweise schwer Verletzte zu beklagen. Zahlreiche anliegende Häuser stürzten ein oder wurden so schwer beschädigt, dass sie unbewohnbar waren, selbst das stabilere Kirchengebäude in Lichtenthal war einsturzgefährdet.

„Um die neunte Stunde … machte ein furchtbarer Knall plötzlich Luft und Erde erbeben. Die Leute fielen betäubt zu Boden, und unter donnerähnlichem Getöse rasselten tausende von Geschützkugeln, gesprengte Mauertrümmer, Balken, Ziegeln, ja ganze Dächer und Schornsteine nach allen Richtungen dahin; ein dichter erstickender Schwefelqualm umzog mit graugelben Dampfe die Gegend …“

„… der … am 26. Juni 1779 mit einer Explosion in die Luft geflogen ist, als hätte man zu gleicher Zeit tausend Kanonen abgefeuert. Hierbei wurden 25 Handlanger und Konstabler derart zerrissen, dass man nur noch einzelne Teile von ihren Körpern zerstreut aufgefunden hat. Auch viele andere Personen auf der Straße, wie in den nahen Feldern und Wiesen wurden durch die zahllos umherfliegenden Kanonenkugeln, Haubitzen und Granaten getötet oder schwer verwundet, in der Brigittenau und im Augarten viele Bäume zersplittert.“

„Einmal saß der Herr Urgroßvater mit seinen Kindern im Zimmer. Auf einmal ertönt ein furchtbarer Knall und es wird stockfinster, Er packt die Kinder und springt unter den Türstock. Denn da die alten Häuser sehr dicke Mauern hatten, so war so ein Türstock ein paar Schuh breit, und man wußte von der Türkenzeit her, dass manche beim Einsturz des Hauses in der Tiefe des Türstockes geschützt waren. Als die Finsternis sich verzog, sah man, dass alle Fenster zertrümmert und die Dächer der Häuser verschoben waren. Es war nämlich bei der Nußdorfer-Linie der Pulverturm in die Luft geflogen. Unzähligen Menschen hatte es Gliedmaßen, ja manchen den Kopf weggerissen und viele  verwundet. Nur ein kleiner Knabe, der ganz in der Nähe des Pulverturms eine Ziege weidete, blieb samt derselben unversehrt.“

Ambros Lorenz (1721–1781), Propst des Stiftes Klosterneuburg, entging nur knapp dem Einschlag einer herausgeschleuderten Kanonenkugel, die sein Kutschpferd traf und tötete. Aus diesem Anlass ließ er eine Votivsäule errichten, die dem Heiligen Leopold gewidmet ist.
In einem Wanderführer aus dem Biedermeier, dem Werk „Wien’s Umgebungen auf zwanzig Stunden im Umkreise“ von Adolf Schmidl (1835), wird dieses Ereignis ebenfalls beschrieben:

„Im Jahre 1779 flog ein Munitions-Magazin, das noch innerhalb der Linien stand, in die Luft. Man schob die Schuld theils auf das Tabakrauchen, theils auf die Nägel in den Schuhen eines Artilleristen, welche Feuer gegeben haben sollen. 25 Handlanger und Constabler wurden so zerrissen, daß man ihre Körper gar nicht mehr, oder nur stückweise fand; viele Menschen in der Nähe wurden durch den Kugelregen getödtet oder verwundet, Bäume in der Brigittenau und im Augarten zerschmettert, Häuser in der Nähe zerstört, die ganze Stadt wie durch ein Erdbeben erschüttert. Nur die dicht am Thurme stehende Schildwache blieb unverletzt, außer daß sie zu Boden geworfen wurde und zeitlebens taub blieb. Selbst die Häuser des Schottenviertels wurden durch die furchtbare Erschütterung beschädigt. Eine Kugel tödtete hier eines der Pferde des Prälaten Ambros Lorenz von Klosterneuburg, welcher eben vorbeifuhr und unbeschädigt blieb, obwohl er später an den Folgen des Schreckens starb. […] In der Wand [der Währinger Pfarrkirche] bemerkt man zwei Kugeln eingemauert, welche aber an keinen Feind erinnern, sondern an die Explosion des Munitions-Magazins an der Nußdorfer Linie…“

Nach diesem Unglück wurden die zehn äußeren Türme der Umfassungsmauer des Gartens des Schlosses Neugebäude in Pulvermagazine umgewandelt und die Gebäude wurden dem Militär überlassen, um eine Artillerieversuchsstation einzurichten.